# Vaixell viking

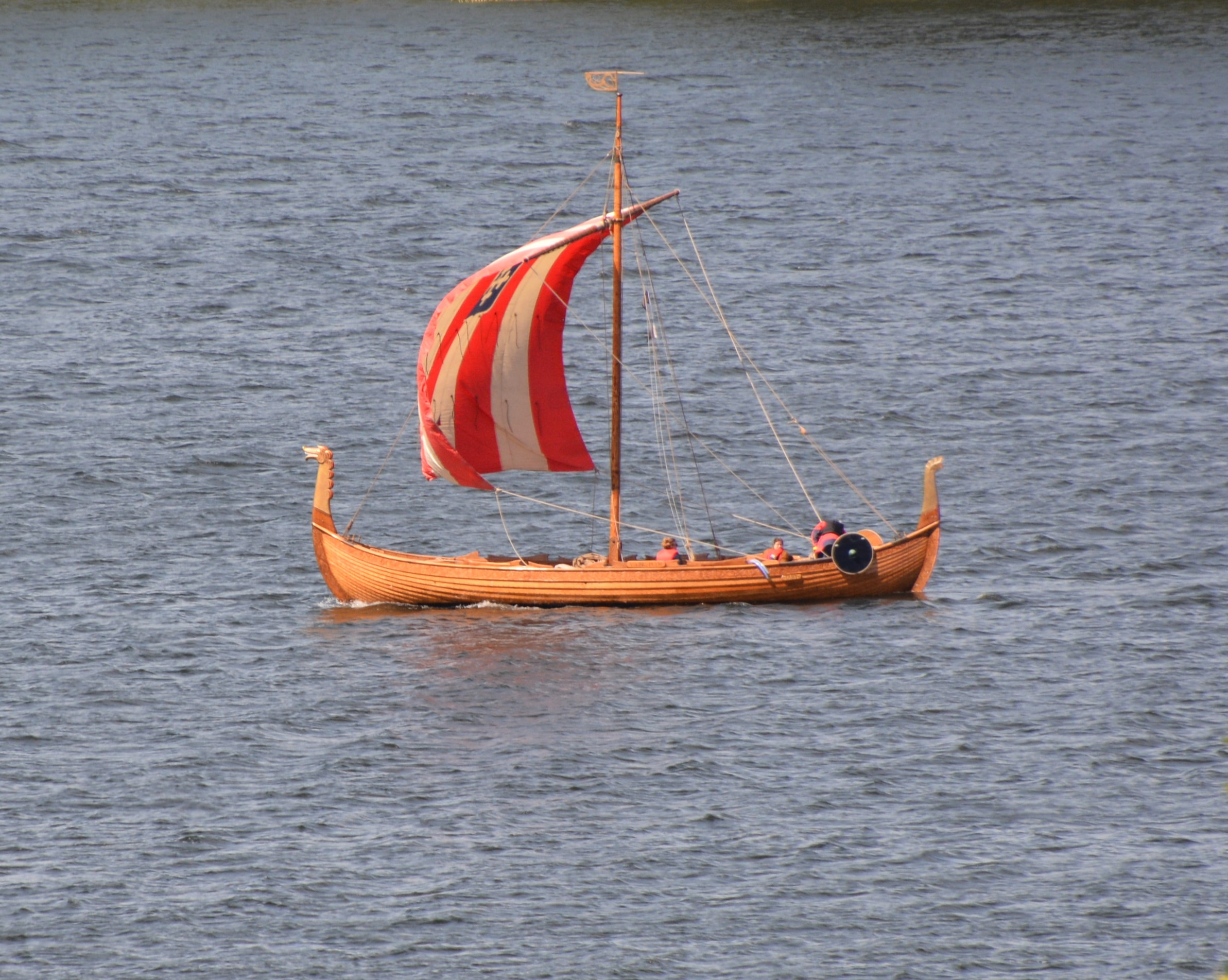
Una rèplica moderna d'un vaixell viking. Aquest vaixell és del tipus Bjarke

Els vaixells vikings eren vaixells marins d'estructura única, utilitzats a Escandinàvia durant tota l'edat mitjana. Els tipus d'embarcacions eren força variats, depenent de la destinació del vaixell, però generalment es caracteritzaven per ser embarcacions esveltes i flexibles, amb extrems simètrics amb quilla real. Van ser construïts amb clinker, que és la superposició de taulons reblats entre si. Alguns podrien haver tingut un cap de drac o un altre objecte circular que sobresurt de la proa i la popa per dissenyar, encara que això només es dedueix de fonts històriques. Els vaixells vikings s'utilitzaven tant per a finalitats militars com per al comerç, l'exploració i la colonització de llarga distància.

Vaixell viking representat a l'escut del comtat de Saare, Estònia

A la literatura, els vaixells vikings solen veure's dividits en dues grans categories: vaixells mercants i vaixells de guerra, aquests últims s'assemblen a "canoes de guerra" estretes amb menys capacitat de càrrega, però més velocitat. Tanmateix, aquestes categories es superposen; alguns vaixells de transport també formarien part de les flotes de guerra. Per regla general, els carrils de vaixells a Escandinàvia seguien les aigües costaneres, per tant, la majoria dels vaixells tenien un disseny més lleuger, mentre que alguns tipus, com el knarr, podien navegar per l'oceà obert. Els vaixells vikings anaven des del mar Bàltic fins lluny de les pàtries escandinaves, passant per Islàndia, les illes Fèroe, Groenlàndia, Terranova, el Mediterrani, el mar Negre i Àfrica.
El poc calat del vaixell permetia la navegació en aigües a només un metre de profunditat i permetia l'aterratge a la platja, mentre que el seu pes lleuger permetia transportar-lo per portatges.

## Desenvolupament

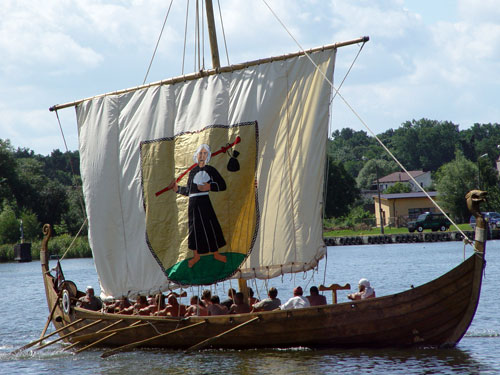
Una rèplica moderna d'un vaixell viking. Aquest vaixell és dels snekkja tipus de vaixell llarg.

El vaixell ha estat funcionant com a peça central de la cultura escandinava des de fa mil·lennis, servint tant per a propòsits pragmàtics com religiosos, i la seva importància ja estava profundament arrelada a la cultura escandinava quan va començar l'era dels vikings. Escandinàvia és una regió amb serralades interiors relativament altes i boscos densos, cosa que fa que els viatges a l'interior siguin perillosos i feixucs. En canvi, la majoria de comunitats tenien fàcil accés als ports naturals ia les vies marítimes costaneres; en conseqüència, el comerç es va dur a terme principalment com a navegació costanera. Molts gravats en pedra de l'edat de pedra nòrdica i, en particular, de l'edat de bronze nòrdica, representen vaixells en diverses situacions, i els vaixells valuosos van ser sacrificats com a part d'exvots cerimonials des d'almenys l'edat de ferro nòrdica, com ho demostren els vaixells Hjortspring i Nydam.
L'era dels vikings va veure els primers desenvolupaments locals de ports comercials cap a forts i ciutats costaneres, tots els quals depenien profundament del mar del Nord i del mar Bàltic per a la supervivència i el creixement. El control de les vies fluvials era de gran importància econòmica i política i, en conseqüència, els vaixells tenien una gran demanda. Les monedes de Hedeby, una de les primeres monedes daneses conegudes, tenen impressions de vaixells com a emblemes, que mostren la importància dels vaixells navals a la zona.

## Knarr
Knarr és el terme nòrdic per als vaixells que es van construir per al transport de càrrega. Una longitud d'uns 54 peus (16 m) i una biga de 15 peus (4.6 m) no són atípics, i el casc podria ser capaç de transportar fins a 24 tones. Desplaçament total: 50 tones. Aquest és més curt que el tipus Gokstad de vaixells llargs, però els knarrs eren més robusts per disseny i depenien principalment de la potència de la vela, només utilitzant els rems com a auxiliars si no hi havia vent a l'aigua oberta. Per això, el knarr es va utilitzar per a viatges més llargs, transports oceànics i viatges més perillosos que el tipus Gokstad. Va ser capaç de navegar 75 milles (121 km) en un dia, i tenia una tripulació d'uns 20-30. Knarrs travessava habitualment l'Atlàntic Nord a l'època dels vikings, transportant bestiar i mercaderies cap a i des de Groenlàndia i les illes de l'Atlàntic Nord. El disseny del knarr va influir més tard en el disseny de l'engranatge, utilitzat al mar Bàltic per la Lliga Hanseàtica. Exemples de knarr de l'època vikinga són Skuldelev 1, que es va excavar a Dinamarca el 1962 i es creu que data d'aproximadament l'any 1030 dC, i el Äskekärrskeppet, que es va trobar a Suècia l'any 1933 i es creu que data del 930 dC aproximadament.

## Drakar

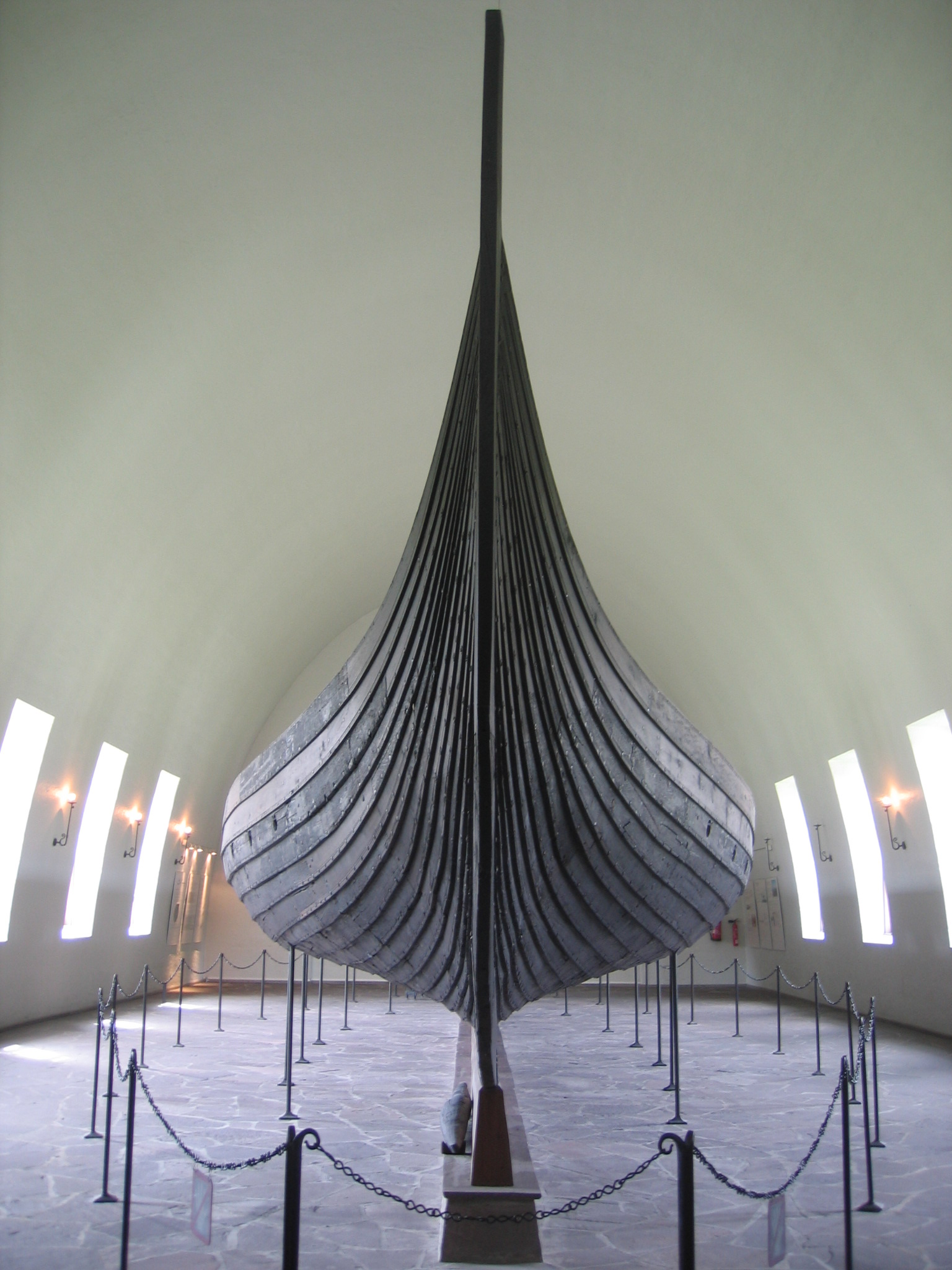
El vaixell Gokstad, exposat al Museu de Vaixells Vikings d'Oslo, Noruega

Els Drakars eren vaixells navals fabricats i utilitzats pels vikings d'Escandinàvia i Islàndia per al comerç, l'exploració i la guerra durant l'era dels vikings. El disseny del vaixell llarg va evolucionar al llarg de molts anys, tal com es veu als vaixells Nydam i Kvalsund. El caràcter i l'aspecte d'aquests vaixells s'han reflectit en les tradicions de construcció d'embarcacions escandinaves fins avui. La velocitat mitjana dels vaixells vikings variava d'un vaixell a un altre, però estava entre 5 a 10 knots (9 a 19 km/h), i la velocitat màxima d'un vaixell llarg en condicions favorables era d'uns 15 knots (28 km/h).
El vaixell llarg és com un vaixell llarg, estret, lleuger i de fusta amb un casc de calat poc profund dissenyat per a la velocitat. El poc calat del vaixell permetia la navegació en aigües a només un metre de profunditat i permetia l'aterratge a la platja, mentre que el seu pes lleuger permetia transportar-lo per portatges. Els vaixells llargs també eren de doble extrem, la proa i la popa simètriques permetien al vaixell invertir la direcció ràpidament sense haver de girar-se. Els vaixells llargs estaven equipats amb rems al llarg de gairebé tota la longitud del mateix vaixell. Les versions posteriors lluïen una vela rectangular en un sol pal que s'utilitzava per substituir o augmentar l'esforç dels remers, especialment durant els llargs viatges.
Els vaixells llargs es poden classificar en diversos tipus, segons la mida, els detalls de construcció i el prestigi. La forma més habitual de classificar els vaixells llargs és pel nombre de posicions de rem a bord. Els tipus van des del Karvi, amb 13 bancs de rem, fins al Busse, un dels quals s'ha trobat amb aproximadament 34 posicions de rem.
Els vaixells llargs eren l'epítom del poder naval escandinau en aquell moment i eren possessions molt valorades. Eren propietat de pagesos costaners i reunits pel rei per formar el leidang en temps de conflicte, per tal de tenir una poderosa força naval a la seva disposició. Tot i que els nòrdics van desplegar vaixells llargs en la guerra, no hi ha descripcions de tàctiques navals com ara embestir, etc. En canvi, de vegades els vaixells s'assotaven en la batalla per formar una plataforma estable per a la guerra d'infanteria. Els francs els anomenaven dragonships ( drakuskippan ) perquè tenien una proa en forma de drac.

### Karve
El Karve era un petit tipus de vaixell viking llarg, amb un casc ample una mica semblant al knarr. S'utilitzaven tant per a la guerra com per al transport ordinari, transportant persones, càrrega o bestiar. Com que eren capaços de navegar en aigües molt poc profundes, també s'utilitzaven per a la costa. Els karves normalment tenien bigues amples d'aproximadament 17 peus (5.2 m).

## Construcció
Els vaixells vikings variaven d'altres vaixells contemporanis, sent generalment més navegables i lleugers. Això es va aconseguir mitjançant l'ús de la construcció de buc tinglat ( lapstrake ). Els taulons dels vaixells vikings es van dividir d'arbres grans i vells, especialment roure, ja que un tauló trencat és més fort que el tauló serrat que es va trobar a les embarcacions posteriors. Un sol traç (tauló) podria ser tan prim com una polzada (2,5 cm), donant lloc a un casc fort però flexible. A partir d'una robusta quilla i costelles de roure, els constructors de vaixells reblonssin les taules amb reblons i reblocs de ferro forjat, reforçats amb costelles de suport i barres addicionals. Cada nivell de taulons es superposava al de sota, i es va utilitzar un calafatejat de pèl de vaca asfaltat entre taulons per crear un casc impermeable. A més d'això, els vaixells es van reforçar amb una combinació de fustes d'un pis i bigues transversals, afegint-se a la resistència estructural dels vaixells. El pal estava recolzat per una quilla, un bloc de fusta pesat col·locat a la part superior de la quilla.
Es podrien construir vaixells notablement grans utilitzant la construcció tradicional de clínquer. Els vaixells drac que transportaven 100 guerrers no eren estranys. A més, durant l'època vikinga, els ports de rem van substituir els rems, permetent que els rems s'emmagatzemen mentre el vaixell navegava i per oferir millors angles per rem. Els vaixells més grans de l'època podien viatjar de cinc a sis nusos amb la força del rem i fins a deu nusos a vela.
Els vaixells vikings es fabricaven amb tècniques que asseguraven la durabilitat i l'agilitat dels vaixells, especialment pel que fa als vaixells utilitzats en la guerra. Vaixells de guerra com el 'Skeid'i el 'Snekka'presenten un calat poc profund que els va permetre aterrar a les platges i navegar pels rius.
L'artesania dels vaixells vikings era sens dubte de primer nivell per a la seva època. La construcció d'aquest vaixell requeria artesans altament qualificats i una quantitat important de temps, amb materials i elements decoratius sovint costosos. Per tant, aquests vaixells simbolitzaven l'honor i la prosperitat d'una família.

## Navegació

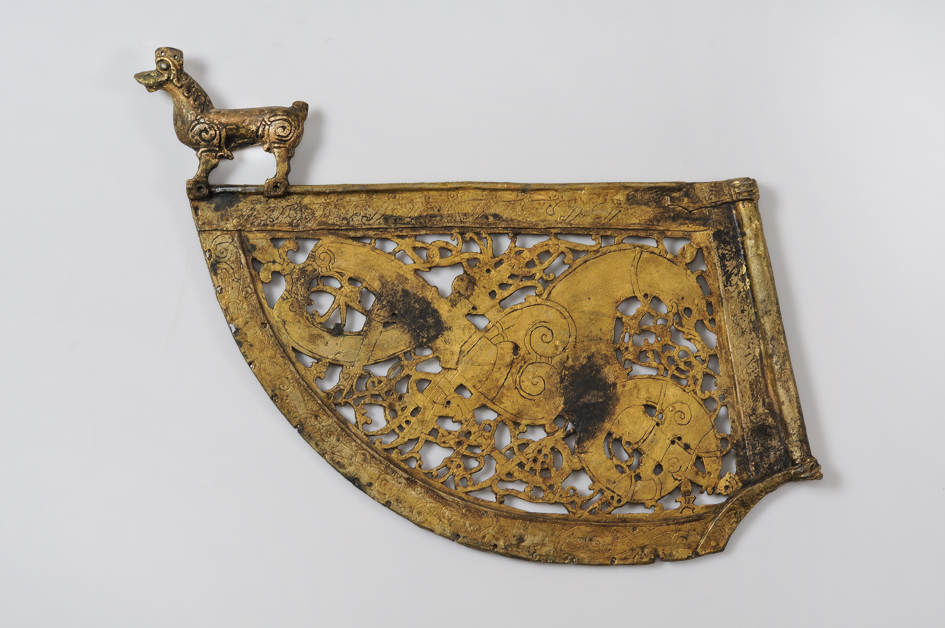
La paleta de Söderala, presumiblement utilitzada una vegada en un vaixell viking

Amb aquestes millores tecnològiques, els vikings van començar a fer cada vegada més viatges oceànics, ja que els seus vaixells eren més aptes per al mar. Tanmateix, per navegar en aigües oceàniques, els vikings necessitaven desenvolupar mètodes de navegació relativament precisos. Amb més freqüència, el pilot d'un vaixell es basava en els coneixements tradicionals per establir el rumb del vaixell. Essencialment, els vikings simplement utilitzaven una familiaritat prèvia amb les marees, els temps de navegació i les fites per tal de fer ruta. Per exemple, els estudiosos afirmen que l'observació d'una balena va permetre als vikings determinar la direcció d'un vaixell. Com que les balenes s'alimenten en aigües molt nutritives, que es troben habitualment a les regions on les masses terrestres han empès els corrents d'aigües profundes cap a zones menys profundes, l'albirament d'una balena va funcionar com un senyal que la terra era a prop.
Les sagues vikings parlen habitualment de viatges en què els vikings van patir de ser "hafvilla" (desconcertats): viatges assetjats per la boira o el mal temps, on van perdre completament el sentit de la direcció. Aquesta descripció suggereix que no utilitzaven una pedra solar quan el sol estava enfosquit. A més, el fet que aquest mateix desconcert pogués sorgir quan van morir els vents suggereix que els vikings confiaven en els vents dominants per navegar, com era d'esperar si les seves habilitats depenguessin principalment dels coneixements tradicionals.
D'altra banda, alguns acadèmics han proposat que els vikings també desenvolupen ajudes més avançades a la navegació, com l'ús d'una brúixola solar. Un mig disc de fusta trobat a les costes de Narsarsuaq, Groenlàndia inicialment semblava donar suport a aquesta hipòtesi. No obstant això, una investigació addicional de l'objecte va revelar que les ranures inscrites al disc estan espaciades de manera desproporcionada i, per tant, l'objecte no podria funcionar com una brúixola precisa. Més aviat s'ha suggerit que l'instrument és un "disc de confessió" utilitzat pels sacerdots per comptar el nombre de confessions a la seva parròquia. De la mateixa manera, els investigadors i historiadors debaten contínuament l'ús de la pedra solar en la navegació viking. Com que una pedra solar és capaç de polaritzar la llum, és un mètode plausible per determinar la direcció. En mostrar quina direcció oscil·len les ones de llum, la pedra solar té el potencial de mostrar la posició del sol fins i tot quan el sol està enfosquit pels núvols. La pedra canvia a un determinat color, en funció de la direcció de les ones, però només quan l'objecte es manté en una zona amb llum solar directa. Així, la majoria dels estudiosos debaten sobre la fiabilitat i la plausibilitat d'utilitzar una eina de navegació que només pot determinar la direcció en condicions tan limitades.

## Disseny del vaixell
Els vaixells vikings no només eren eines per a la navegació, sinó també símbols culturals amb un alt valor de disseny artístic. Les talles dels vaixells vikings són conegudes pels seus complexos patrons geomètrics, criatures mitològiques i dissenys simbòlics, que es troben principalment a la proa, la popa i altres elements de fusta. Aquestes talles no només eren decoratives sinó que també encarnaven les creences culturals i religioses dels vikings. Els patrons i temes habituals de tall de vaixells vikings inclouen motius d'animals, dissenys geomètrics, escenes mitològiques i inscripcions.

### Motius animals

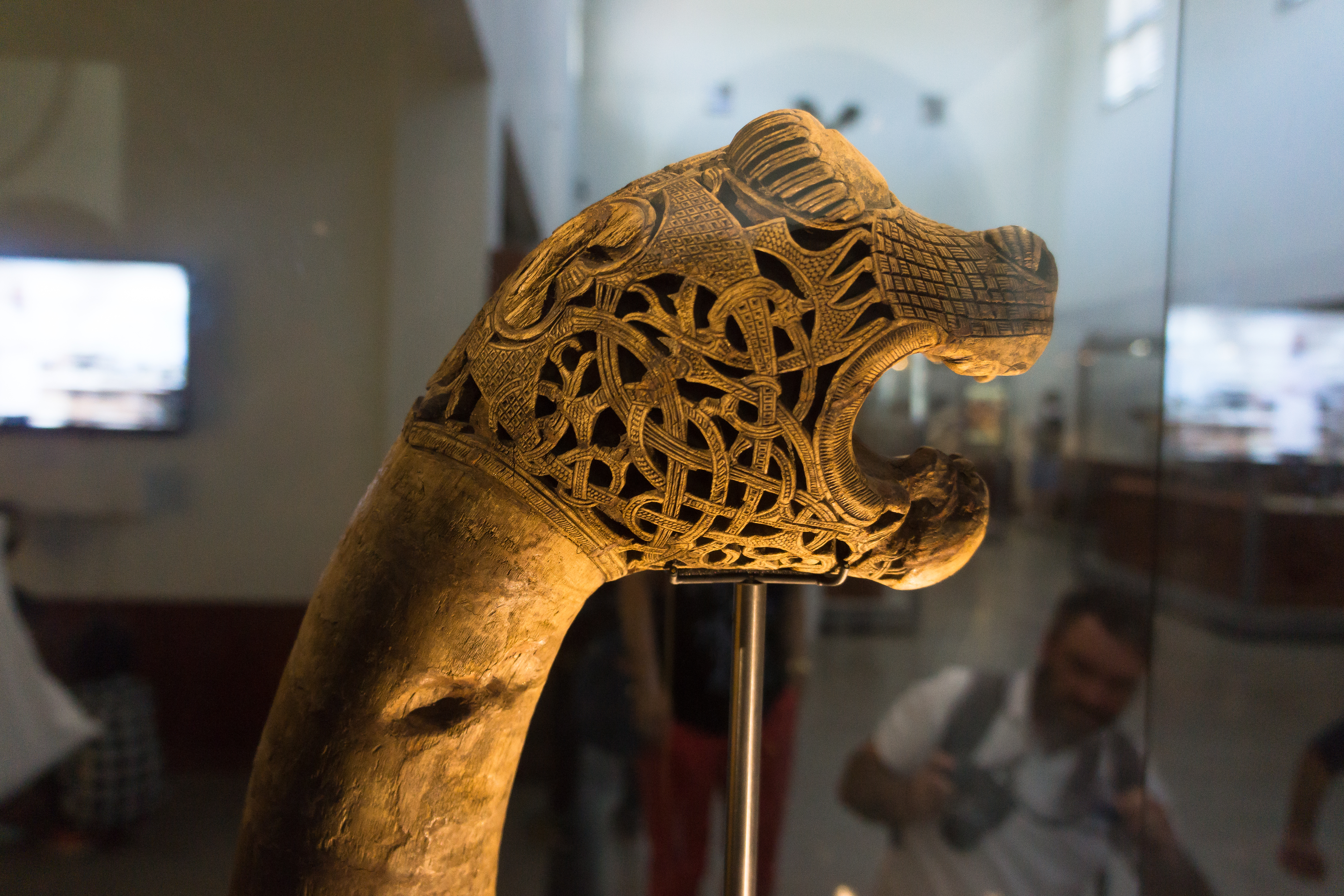
Cap d'animal trobat al túmul funerari prop de Tønsberg (enterrament del vaixell d'Oseberg), segle IX, estil Oseberg, fusta i pintura (ja no existeix)

Molts vaixells vikings tenien caps de drac tallats o altres criatures mítiques a proa i popa. Aquestes talles servien com a mitjà per intimidar els enemics i protegir els mariners durant els seus viatges. La qualitat i el disseny complex del vaixell indicaven els recursos invertits pel seu propietari. Molts senyors i nobles vikings feien servir vaixells grans i elaborats per mostrar el seu estatus social. Així, els vaixells no només eren eines per a la guerra i l'exploració, sinó també símbols de la identitat familiar. Posseir un vaixell ben tallat simbolitzava la riquesa i la influència d'una família, destacant el seu lloc a la societat viking.

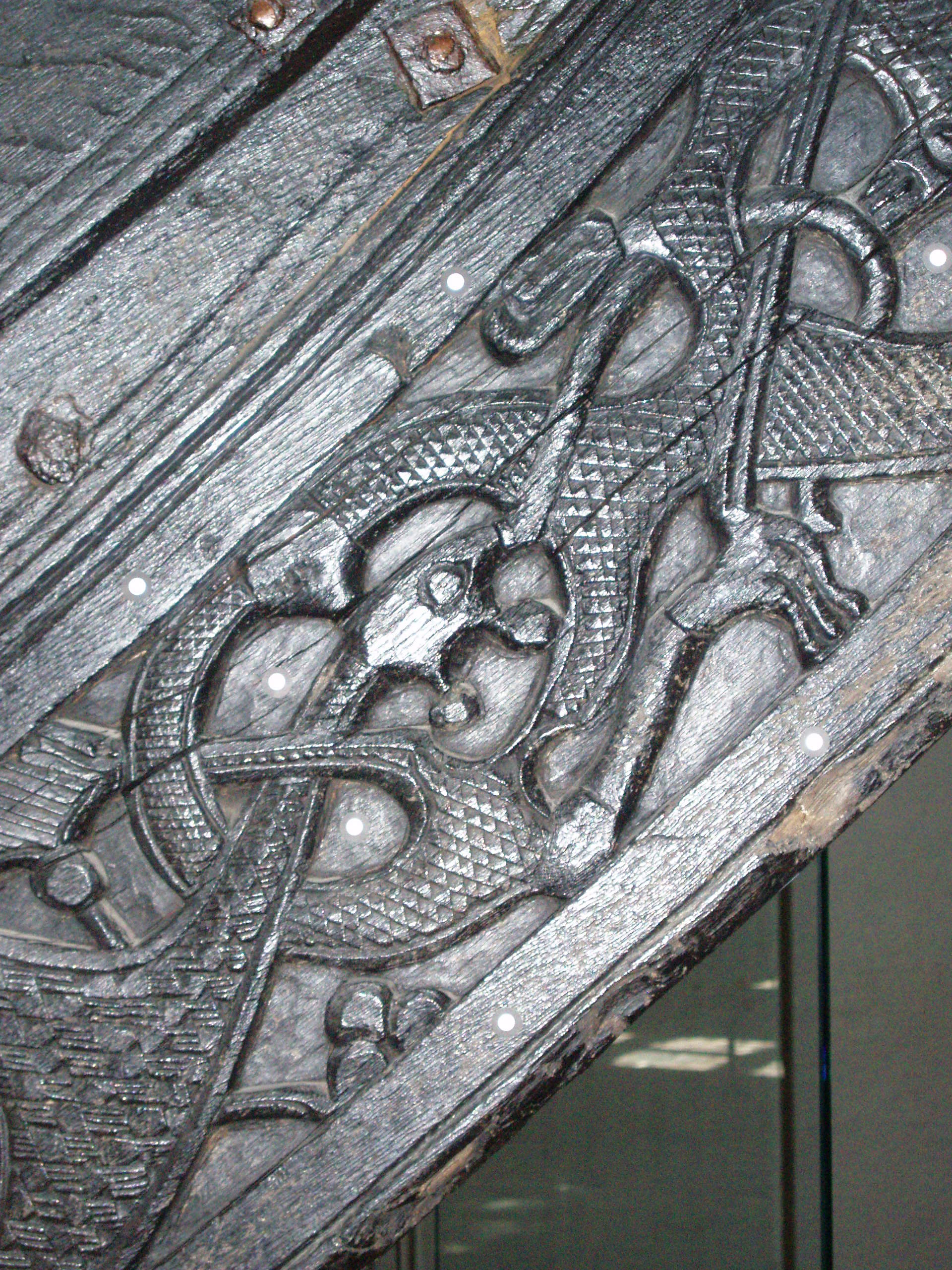
Part del motiu animal entrellaçat a la proa del vaixell Oseberg.

En alguns descobriments arqueològics, els experts van trobar que els cascos dels vaixells estaven adornats amb patrons rics, com ara vinyes entrellaçades, formes geomètriques o tòtems d'animals. Aquests patrons estan plens de significats simbòlics, molts dels quals es remunten a la mitologia viking i als sistemes de creences. El famós vaixell d'Oseberg, per exemple, té un motiu animal entrellaçat a la seva proa: un animal de cinta, bèsties d'agafada representades amb caps humanoides i formes més ambigües que fan ressò dels cossos de les criatures vistes a la proa. Aquest estil s'anomena estil Oseberg, que és la primera fase del desenvolupament de l'estètica viking, que va durar des de l'any 775 fins a l'any 850. És famós pels seus patrons zoomòrfics entrellaçats de "Bèsties aferrades" i "Animals de cinta".
Aquesta cita d'un historiador francès, un monjo del monestir de St. Omer a Flandes, proporciona una descripció detallada dels vaixells vikings, centrant-se en la seva elaborada decoració i organització. El relat esmenta que els vaixells dels caps vikings es distingien per dissenys únics a la proa, incloses figures de lleons d'or, veletes amb ocells i talles d'animals de dracs, toros i dofins en bronze o metalls preciosos. Els costats dels vaixells estaven pintats amb colors vibrants i adornats amb talles de fusta, especialment el vaixell del rei, que era el més intricament decorat. Aquest passatge serveix com a prova valuosa de la inversió dels vikings en l'art dels vaixells com a reflex del poder, la riquesa i el rang. L'elecció dels motius d'animals metàl·lics i els dissenys complexos dels vaixells destacats revelen com aquests vaixells no només eren funcionals, sinó que també eren dissenyats per mostrar l'estat i intimidar.

### Dissenys geomètrics
Les talles de vaixells vikings són famoses pels seus patrons remolins suaus i complexos, que sovint es troben al casc i altres parts de fusta del vaixell. Aquests patrons no només són bonics, sinó que també contenen simbolisme religiós i còsmic.
A més, els dissenys dels vaixells vikings eren sovint formes geomètriques simètriques o corbes repetides. Aquests estils decoratius són habituals en l'art viking, sovint anomenats "Estil animal viking" o "Estil geomètric viking". Aquest estil indica l'apreciació dels vikings per l'ordre, els cicles i la vitalitat, fent que els vaixells siguin més que només vehicles; també eren símbols espirituals.

### Simbologia religiosa
Els vaixells vikings tenien un paper important en els rituals religiosos, especialment en les cerimònies d'enterrament dels vaixells vikings. Els vikings creien que la mort no era el final sinó un viatge a un altre món. Com a vaixell que podia travessar fronteres, el vaixell es va convertir en un símbol d'aquest "viatge", especialment en els enterraments d'individus destacats. Els vaixells s'utilitzaven com a objectes funeraris per ajudar els difunts a "navigar" cap al més enllà. Els grans enterraments com els vaixells Oseberg i Gokstad proporcionen una evidència crucial de les pràctiques funeraries vikings.

## Símbols d'estatus i poder
La propietat d'un vaixell durant l'era dels vikings va comportar implicacions socials en reforçar eficaçment les distincions de classe i una jerarquia dins de la societat viking. Un vaixell ben decorat i elaborat representava una gran riquesa i influència pel fet que només els vikings associats al poder podien accedir a materials tan cars i delicats en la construcció d'un vaixell d'aquest tipus.

## Enterrament del vaixell

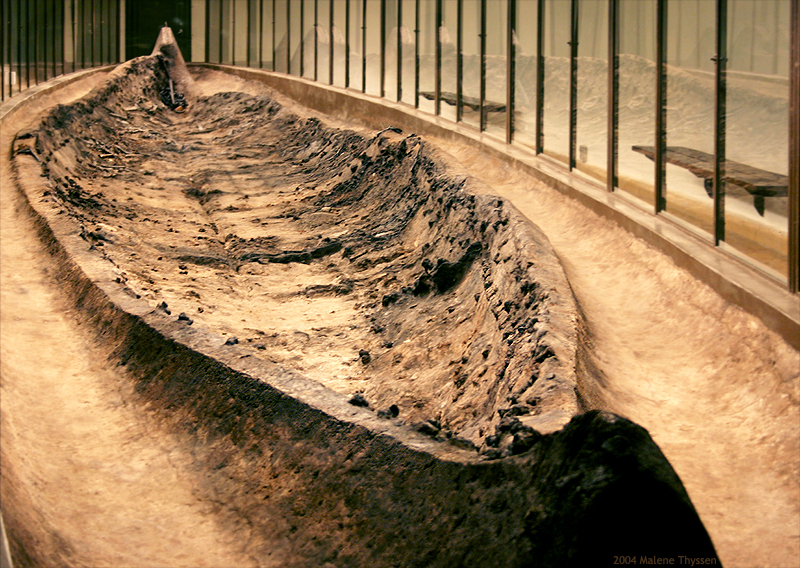
El vaixell Ladby forma part d'un enterrament de vaixell que s'ha conservat on es va descobrir, amb un museu construït al seu voltant

Els homes o dones destacats de la societat nòrdica de vegades rebien un enterrament en vaixell. El cos del difunt es preparava i es vestia amb roba fina i després es transportava al lloc d'enterrament en un carro tirat per cavalls. El difunt seria col·locat al vaixell, juntament amb moltes possessions preuades. Els cavalls, els gossos i, de tant en tant, els esclavs i les llars també podrien ser sacrificats i enterrats amb el difunt. L'origen i el significat d'aquests costums segueixen sent desconeguts. S'han excavat diversos exemples d'enterraments de vaixells vikings, per exemple, el vaixell Oseberg a Noruega, que conté les restes de dues dones, el vaixell Gokstad a Noruega i el vaixell Ladby a Dinamarca.
Hi ha fonts literàries com la saga nòrdica Skjoldunga i la saga Ynglinga que descriuen "enterraments de vaixells" més literals en què el difunt i les mercaderies es col·loquen en un vaixell a l'aigua i el vaixell es llança al mar, de vegades és disparat amb crema. fletxes i desapareixent a la nit, en flames. Nothcotte Toller, però, afirma:
 
És impossible saber si aquests funerals de foc mai van tenir lloc; però és molt més difícil imaginar que el cos d'un rei i els tresors que l'acompanyen haurien estat simplement empès al mar, on haurien estat en perill de tornar, o de caure en mans d'estrangers o fins i tot d'enemics que podrien maltractar aquell. i saquejar l'altre.
L'enterrament de vaixells és una tradició antiga a Escandinàvia, que es remunta almenys a l'edat del ferro nòrdica, com ho demostren el vaixell Hjortspring (400–300 aC) o els vaixells Nydam (200–450 dC), per exemple. Els vaixells i els cossos d'aigua han tingut una importància espiritual important a les cultures nòrdiques des de, almenys, l'edat de bronze nòrdica .

## Vaixells conservats

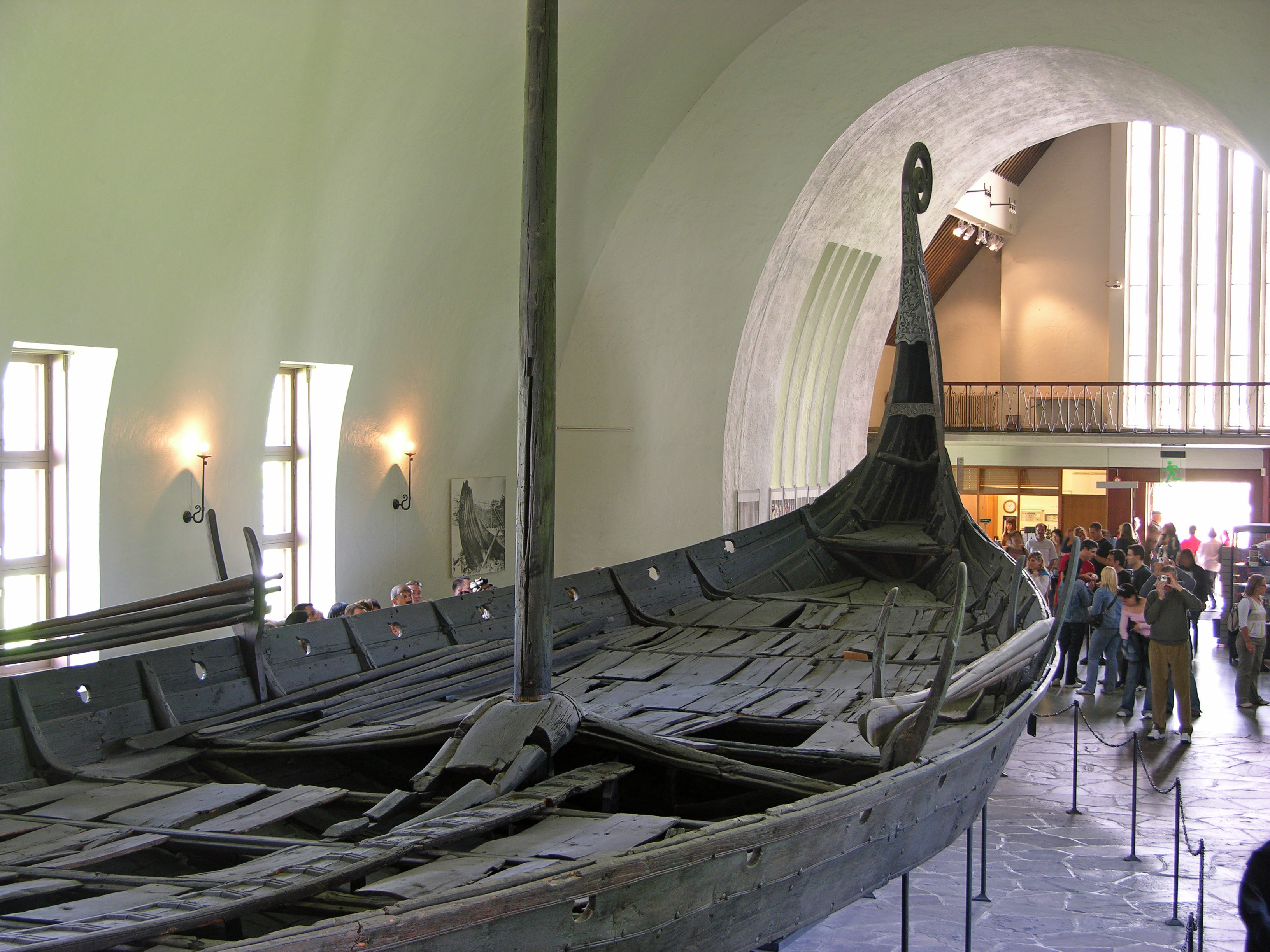
Les restes del vaixell Oseberg, ara es troben al Museu de Vaixells Vikings (Oslo)

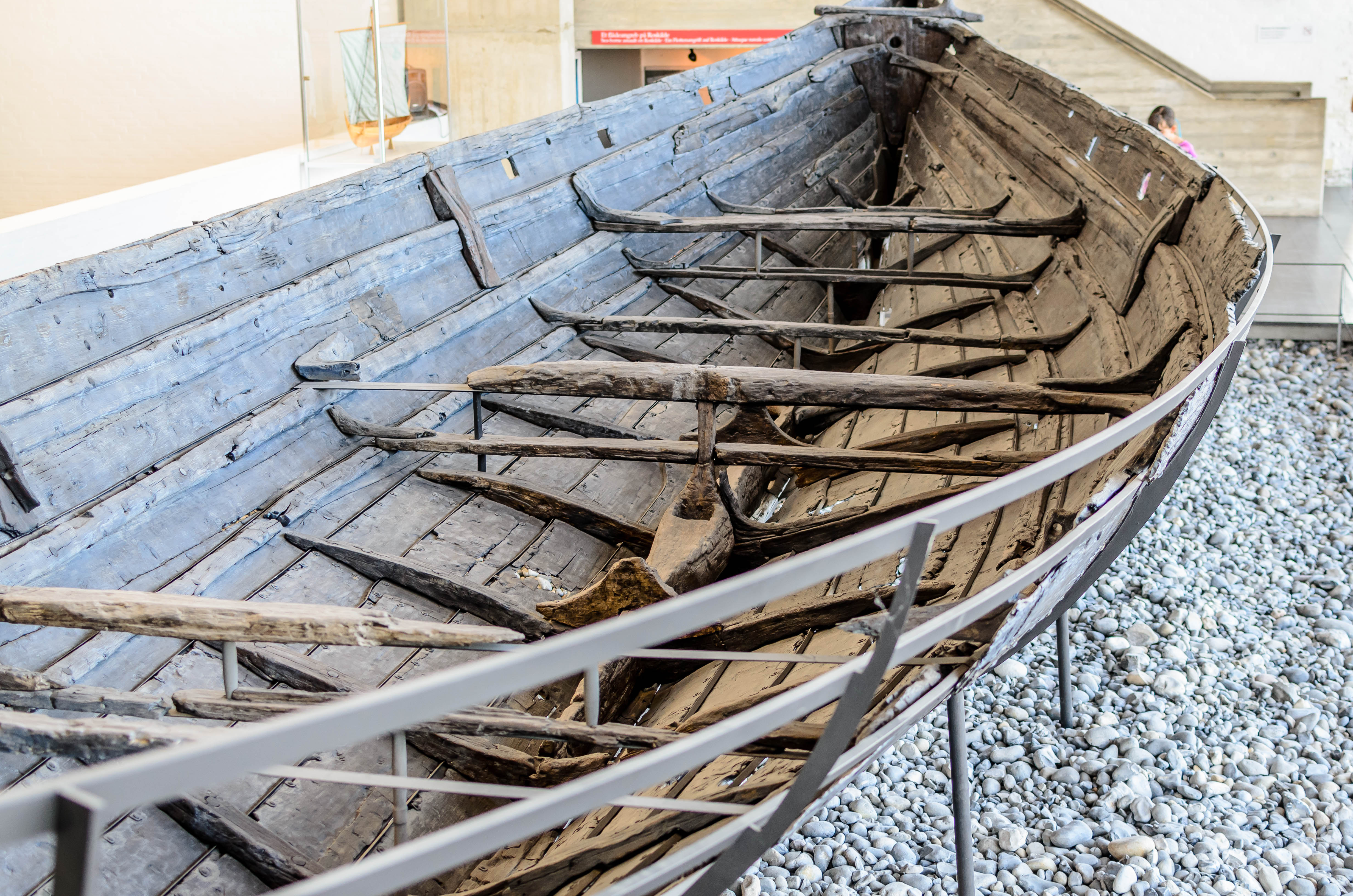
Les restes de Skuldelev 3 al Museu de Vaixells Vikings (Roskilde)

S'han trobat diversos vaixells vikings originals al llarg dels segles, però només uns quants han romàs relativament intactes. Entre els més notables d'aquests vaixells :
- Vaixell de Gokstad : eslora total: aproximadament 23.3 m (76 peus)
- Vaixell Oseberg : eslora total: aproximadament 21.5 m (71 peus)
- Vaixells Skuldelev : cinc vaixells trobats al mateix lloc, d'uns 11.2 a 30 m (37 a 98 peus) d'eslora
- Vaixell de Tune : pot haver tingut fins a 18.7 m (61 peus) d'eslora

Exemples d'altres vaixells vikings, incloent alguns que estan relativament ben conservats i altres, dels que només queden parts molt petites:
- Äskekärr
- Cambra de Gjellestad: aproximadament 23-24 m d'eslora (excavació en curs a partir de juny de 2020)
- Hedeby 1: estimat en 26-32 d'eslora
- Vaixell Kvalsund
- Vaixell de Ladby
- Vaixell de Myklebust
- Roskilde 6 : trobat durant l'expansió del Museu de Vaixells Viking i el vaixell viking més llarg conegut d'aproximadament 37 m d'eslora

D'aquests vaixells vikings, n'hi ha d'abans i de després de l'era dels vikings:
- Vaixells Salme : del 700 al 750 dC, d'abans de l'Era dels vikings
- Lapurin hylky : del 1250 al 1300 dC, de després de l'Era dels vikings

Les rèpliques de vaixells vikings són un dels tipus més comuns de rèpliques navals. La primera rèplica d'un vaixell viking, va ser construïda per la drassana Rødsverven a Sandefjord, Noruega. El 1893 va travessar l'oceà Atlàntic fins a Chicago per a l'Exposició Mundial de Columbia. Hi ha un nombre considerable de reconstruccions modernes de vaixells de l'època viking en servei al nord d'Europa i Amèrica del Nord. El Museu de Vaixells Vikings de Roskilde, Dinamarca, ha estat especialment prolífic en la construcció de reconstruccions precises de les troballes arqueològiques de la seva col·lecció.